# شهسواري
شهسواري هي قرية في مقاطعة هريس، إيران. عدد سكان هذه القرية هو 467 في سنة 2006.